# 小林藹
小林 藹（こばやし しげり/しげる、生年不詳 - 1916年12月3日）は、越後長岡藩士・日本の裁判官・司法官・大審院判事。

## 越後長岡藩士として
越後長岡藩士・小林儀右衛門（2代目）の惣領。祖父となる小林儀右衛門（初代）が、越後長岡藩の儒臣として新知を給付されていた。小林藹は、この家系の家督を相続した。
青年期は戊辰戦争・北越戦争に遭遇して従軍。その後、大混乱した明治維新期の越後長岡藩の公用人として活躍。
一度は、江戸城開城で引き払った越後長岡藩江戸屋敷に戻り、明治政府及び越後長岡藩の支藩である小諸藩との折衝・連絡役として重要な役割を果たしていた。
越後長岡藩は、戦争責任によって、領地をおよそ3分の1に減封されたことから、藩士も大幅な家禄の減知に迫られたが、小林藹は減知とならなかったので、相対的には加増となったと解釈できる。
越後長岡藩は戊辰戦争・北越戦争で敗北していたが、小諸藩は大勢順応で、官軍に対して恭順する一方で、本藩となる長岡に対する攻撃のための派兵は命じられなかった。官軍と戦って敗走していた越後長岡藩士が、官軍に恭順していた支藩の小諸を頼って脱走し、一時匿まわれるということがあった。
小諸藩主・牧野康済は、家老・加藤六郎兵衛成美から虚偽の新政府刑法官の内旨を奏上され、家老・真木要人則道、家老・牧野八郎左衛門成道等、計4名に対して逆賊を匿った罪により斬首刑を命じて、1868年11月9日に執行した。
やがて、処刑者4名と犬猿の仲であった家老・加藤の陰謀であったことが発覚して小諸藩は統治不能となった（小諸騒動）。小諸騒動前後の小諸藩史料に、小林藹の姓名がしばしば登場する。
小林藹に関する史料は、司法官としてのものより、それ以前の江戸在勤当時の越後長岡藩公用人としてのもののほうが多く残り、その史料的価値も高い。

## 司法官として
1871年権中解部任官、1875年一級判事補・同年判事。この頃ドイツ留学、1877年宮城上級裁判所判事、1879年福島地方裁判所判事、1881年岡山地方裁判所所長、1883年司法省、1884年東京控訴院、1887年~1894年富山始審裁判所・富山地方裁判所所長、1894年~1898年岡山地方裁判所所長、1898年大審院判事。
裁判官として下した小林藹の著名な判例は特になく、凶悪犯の死刑判決の記録が若干残る程度である。
富山への転所は、故郷に近い土地の勤務を希望したためと云われる。
朝敵であった越後長岡藩士出身でありながら、在朝法曹として異例の出世を遂げたと言えよう。

## 栄典
- 1883年（明治16年）7月16日 - 従六位[1]
- 1889年（明治22年）11月29日 - 大日本帝国憲法発布記念章[2]

## エピソード
近親者であった真木力太則徳が、没落士族となり困窮すると、裁判所官吏に採用して後に岡山地方裁判所検事局書記となした。この真木力太則徳の書簡などによると、小林藹はカステラが大好物であったと云う。
小林藹は、一度目の妻との間に儲けた男子を飛行船の墜落事故で失っていた。このとき口さがない者たちが、父が数多くの死刑判決を下していたため、処刑者たちの怨念だと云われ激怒した。